# Церковь Святого Николая (Тегеран)
Церковь Святителя Николая Чудотворца — приходской храм Русской православной церкви в Тегеране, Иран.

## История
В конце XVI века монах Никифор основал на земле Персии первый русский православный приход. К началу XX века в Иране действовала русская духовная миссия, а к 1917 году насчитывалось около пятидесяти русских православных храмов, однако в начале 1920-х годов большинство созданных храмов были утрачены.
После революции советское правительство прекратило финансирование российских учреждений в Персии, в том числе и Российской Императорской миссии в Тегеране. Её служащие, равно как и члены причта миссийской церкви, остались без средств к существованию. Настоятель храма архимандрит Василий (Бирюков) уехал в Россию. С 1918 по 1946 год настоятелем прихода был архимандрит Виталий (Сергиев).
В первой половине 1940-х годов благодаря пожертвованиям русских эмигрантов на северной окраине Тегерана появился русский храм — Николаевский собор, находившийся в ведении Русской православной церкви заграницей, официальное открытие состоялось 8 марта 1945 года. Архитектор — Н. Л. Марков. Иконостас для храма был сохранён и перенесён из ранее закрытой Александро-Невской посольской церкви, часть утвари перенесена из ранее арендованного под храм здания на улице Аромане. Одновременно с храмом был построен двухэтажный церковный дом, где разместились канцелярия и квартира священника.
В 1980-х годах храм постепенно был заброшен. В 1995 году по просьбе его прихожан Николаевский храм был присоединён к Московскому патриархату, окормлять приход был направлен иеромонах (позднее — игумен, архимандрит) Александр (Заркешев).